# Jos Luhukay
Jos Luhukay (nacido el 13 de junio de 1963 en Venlo, Países Bajos) es un exjugador y entrenador de fútbol neerlandés. Actualmente dirige al FC St. Pauli de la 2. Bundesliga de Alemania.

## Carrera como jugador
Luhukay comenzó su trayectoria de futbolista a la edad de 15 años en el club de su ciudad natal, el VVV-Venlo. En 1989, se fue a jugar al VVS Schiedam, donde estuvo hasta 1991. Después fue traspasado al RKC Waalwijk, donde permanecería otros dos años, y entonces partió hacia Alemania, donde estuvo en dos etapas en el SV Straelen (1993-1995 y 1996-1998), y también formó parte del KFC Uerdingen durante una temporada. Con este último equipo, Luhukay llegó a disputar dos partidos en la 1. Bundesliga. En 1998 se retiró, habiendo jugado siempre como centrocampista.

## Carrera como entrenador
Inicios
Apenas un mes después de colgar las botas, Luhukay comenzó a dirigir el SV Straelen como entrenador. Dos años después tomó las riendas del KFC Uerdingen, donde permaneció otros dos años antes de pasar al banquillo del 1. FC Colonia, desempeñando funciones de asistente hasta 2005. En ese periodo fue entrenador interino durante un partido.
SC Paderborn 07
En la temporada 2005-2006 entrenó al SC Paderborn 07 de la 2. Bundesliga, hasta que decidió dimitir en agosto de 2006, a dos días de comenzar la siguiente edición del campeonato, por diferencias con los dirigentes.
Borussia Mönchengladbach
El 2 de enero de 2007, fue contratado por el Borussia Mönchengladbach como asistente; pero cuando Jupp Heynckes dimitió unas semanas después, se hizo cargo del equipo renano. No pudo evitar el descenso, y aunque continuaría en el banquillo, no llegó a acabar la siguiente temporada al ser despedido en octubre de 2008.
FC Augsburgo
El 23 de marzo de 2009, Luhukay fue nombrado nuevo técnico del FC Augsburgo. Entrenó a este equipo, llevándolo a la 1. Bundesliga en 2011, hasta el final de la temporada 2011-12, cuando dejó su puesto.
Hertha Berlín
Inmediatamente, Luhukay fichó por el Hertha de Berlín. También logró ascender a dicho equipo a la 1. Bundesliga y obtuvo la permanencia en la categoría gracias a su 11º puesto en la temporada 2013-14. Fue destituido el 5 de febrero de 2015, tras una mala racha de 3 derrotas consecutivas que arrastró al conjunto berlinés a los puestos de descenso.
Stuttgart
El 17 de mayo de 2016, Luhukay se convirtió en el nuevo técnico del VfB Stuttgart, equipo que terminaba de descender a la 2. Bundesliga. Abandonó el club el 15 de septiembre del mismo año, tras ganar 2 partidos y perder otros 2 de los 4 primeros del campeonato.
Sheffield Wednesday
El 5 de enero de 2018, Luhukay fue contratado por el Sheffield Wednesday Football Club. El 21 de diciembre de 2018, el club inglés anunció su destitución, tras obtener una sola victoria en los 10 últimos partidos.
St. Pauli
El 10 de abril de 2019, fue anunciado como nuevo entrenador del FC St. Pauli, sustituyendo a Markus Kauczinski.

## Clubes

### Como jugador
| Club          | País         | Año       |
| ------------- | ------------ | --------- |
| VVV-Venlo     | Países Bajos | 1988-1989 |
| SVV Schiedam  | Países Bajos | 1989-1991 |
| RKC Waalwijk  | Países Bajos | 1991-1993 |
| SV Straelen   | Alemania     | 1993-1995 |
| KFC Uerdingen | Alemania     | 1995-1996 |
| SV Straelen   | Alemania     | 1996-1998 |

### Como entrenador
| Club                      | País       | Año       | P   | PG | PE | PP | Efectividad |
| ------------------------- | ---------- | --------- | --- | -- | -- | -- | ----------- |
| SV Straelen               | Alemania   | 1998-2000 |     |    |    |    |             |
| KFC Uerdingen             | Alemania   | 2000-2002 | 73  | 29 | 19 | 25 | 48.4%       |
| 1. FC Colonia (asistente) | Alemania   | 2002-2005 |     |    |    |    |             |
| SC Paderborn 07           | Alemania   | 2005-2006 | 35  | 13 | 7  | 15 | 43.81%      |
| Borussia Mönchengladbach  | Alemania   | 2007-2008 | 60  | 23 | 16 | 21 | 47.22%      |
| FC Augsburgo              | Alemania   | 2009-2012 | 123 | 53 | 37 | 33 | 53.12%      |
| Hertha Berlín             | Alemania   | 2012-2015 | 92  | 40 | 22 | 30 | 51.45%      |
| VfB Stuttgart             | Alemania   | 2016      | 4   | 2  | 0  | 2  | 50%         |
| Sheffield Wednesday FC    | Inglaterra | 2018      | 50  | 17 | 14 | 19 | 43.33%      |
| FC St. Pauli              | Alemania   | 2019-     | 26  | 7  | 8  | 11 | 37.18%      |